# 乌河 (滹沱河)
乌河位于中华人民共和国山西省东部，是滹沱河右岸支流，发源于太原市阳曲县凌井店乡尧沟村委会西黄龙头西北的两岭山，蜿蜒向东南流至凌井店乡政府驻地后逐渐转东北流，流经阳泉市盂县东梁乡、西烟镇、西潘乡等地，于盂县下社乡枣园村汇入滹沱河。河长64千米，流域面积1174平方千米。乌河上游为季节性河流，下游在盂县西潘乡李庄村开始为常年性河流，年均径流量0.77亿立方米。